# Ilex dianguiensis
Ilex dianguiensis är en järneksväxtart som beskrevs av Chang Jiang Tseng. Ilex dianguiensis ingår i släktet järnekar, och familjen järneksväxter. Inga underarter finns listade i Catalogue of Life.